# 黒田百合香
黒田 百合香（くろだ ゆりか）は、1979年（昭和54年）のミス・ユニバース日本代表である。

## 来歴・人物
東京都板橋区出身。桐朋学園短期大学で演劇を専攻していた20歳のときミス・ユニバースに応募し、1979年（昭和54年）3月21日、大阪市のABCホールで開かれた日本大会で代表に選出された。同年7月にオーストラリアのパースで行われたミス・ユニバース世界大会に出場した。セミファイナルには選出されず、入賞とはならなかったものの、特別賞『ミス・アミティー』を受賞している。
その後、1981年（昭和56年）と1982年（昭和57年）の2回にわたり、宝田明を補佐してミス・ユニバース日本大会の司会を務めた。26歳で文学座の女優となり、1989年（平成元年）には辻邦生の喜劇『天使たちが街をゆく』で主役を演じた。